# Ramicandelaber brevisporus
Ramicandelaber brevisporus är en svampart som beskrevs av Kurihara, Degawa & Tokum. 2004. Ramicandelaber brevisporus ingår i släktet Ramicandelaber och familjen Kickxellaceae.   Inga underarter finns listade i Catalogue of Life.